# Druhá Barrosova komise

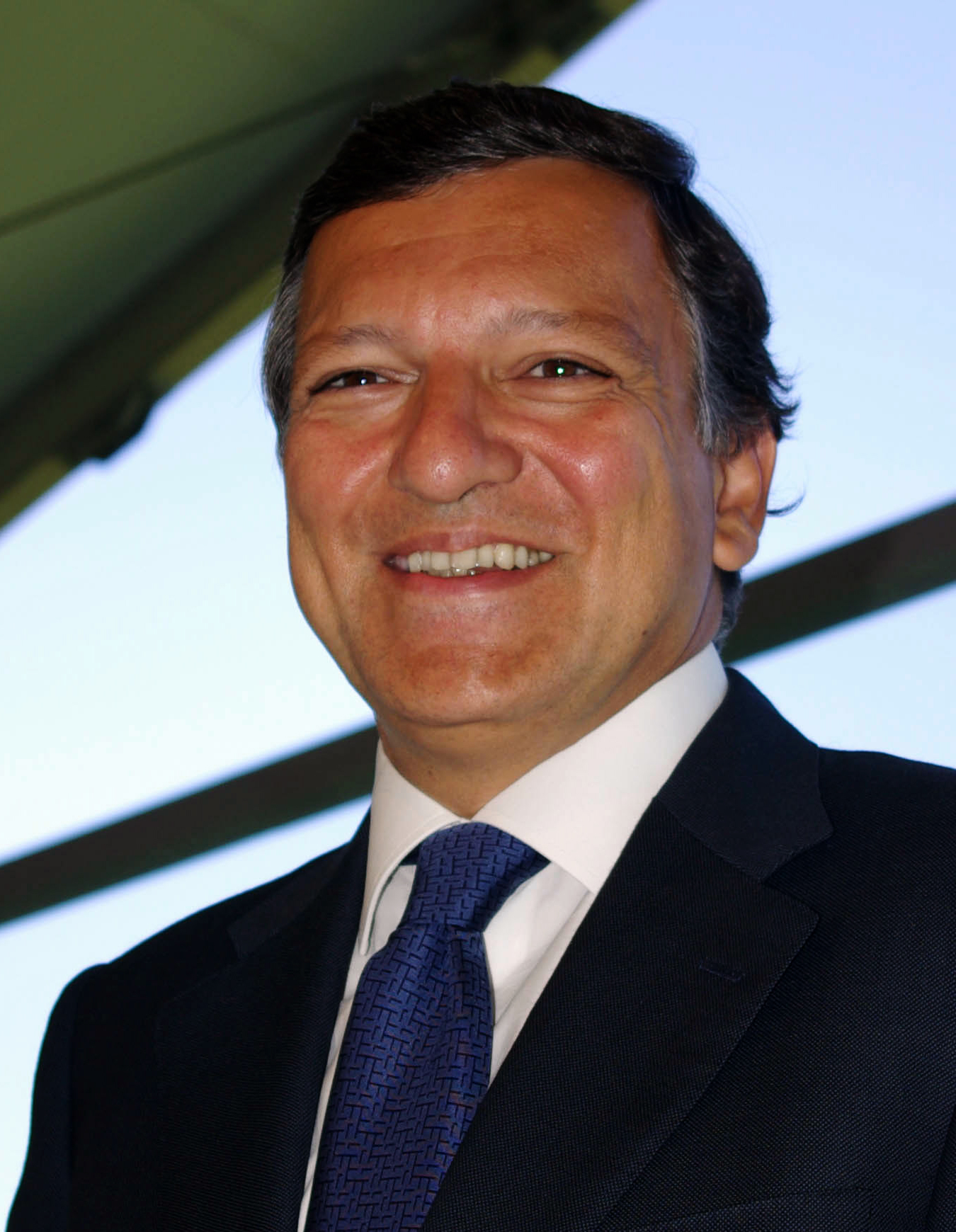
José Manuel Barroso, předseda komise

Druhá Barrosova komise byla Evropská komise působící mezi 10. únorem 2010 a 1. listopadem 2014. Navázala na první komisi Manuela Barrosa a vystřídala ji Junckerova komise.
| Druhá Barrosova komise (2010–2014) | Druhá Barrosova komise (2010–2014) | Druhá Barrosova komise (2010–2014)                                     | Druhá Barrosova komise (2010–2014) |
| osoba                              | funkce                             | působnost                                                              | nominující stát                    |
| ---------------------------------- | ---------------------------------- | ---------------------------------------------------------------------- | ---------------------------------- |
| José Manuel Barroso                | předseda                           |                                                                        | Portugalsko                        |
| Catherine Ashtonová                | místopředsedkyně                   | vysoká představitelka Unie pro zahraniční věci a bezpečnostní politiku | Spojené království                 |
| Viviane Redingová                  | místopředsedkyně                   | spravedlnost, základní práva a občanství                               | Lucembursko                        |
| Joaquín Almunia                    | místopředseda                      | hospodářská soutěž                                                     | Španělsko                          |
| Siim Kallas                        | místopředseda                      | doprava                                                                | Estonsko                           |
| Neelie Kroesová                    | místopředsedkyně                   | digitální agenda                                                       | Nizozemsko                         |
| Antonio Tajani                     | místopředseda                      | průmysl a podnikání                                                    | Itálie                             |
| Maroš Šefčovič                     | místopředseda                      | meziinstitucionální vztahy a administrativa                            | Slovensko                          |
| Janez Potočnik                     | komisař                            | životní prostředí                                                      | Slovinsko                          |
| Olli Rehn                          | komisař                            | hospodářské a měnové záležitosti                                       | Finsko                             |
| Andris Piebalgs                    | komisař                            | rozvoj                                                                 | Lotyšsko                           |
| Androulla Vassiliou                | komisařka                          | vzdělávání, kultura, mnohojazyčnost a mládež                           | Kypr                               |
| Michel Barnier                     | komisař                            | vnitřní trh a služby                                                   | Francie                            |
| Algirdas Šemeta                    | komisař                            | daně a celní unie, audit a boj proti podvodům                          | Litva                              |
| Karel De Gucht                     | komisař                            | obchod                                                                 | Belgie                             |
| Tonio Borg                         | komisař                            | zdravotnictví                                                          | Malta                              |
| Máire Geogheganová-Quinnová        | komisařka                          | výzkum a inovace                                                       | Irsko                              |
| Janusz Lewandowski                 | komisař                            | finanční plánování a rozpočet                                          | Polsko                             |
| Maria Damanakiová                  | komisařka                          | rybolov a námořní záležitosti                                          | Řecko                              |
| Kristalina Georgievová             | komisařka                          | mezinárodní spolupráce, humanitární pomoc a řešení krizí               | Bulharsko                          |
| Günther Oettinger                  | komisař                            | energetika                                                             | Německo                            |
| Johannes Hahn                      | komisař                            | regionální politika                                                    | Rakousko                           |
| Connie Hedegaardová                | komisařka                          | opatření v oblasti změny klimatu                                       | Dánsko                             |
| Štefan Füle                        | komisař                            | rozšíření a politika sousedství                                        | Česko                              |
| László Andor                       | komisař                            | zaměstnanost, sociální věci a sociální začlenění                       | Maďarsko                           |
| Cecilia Malmströmová               | komisařka                          | vnitřní věci                                                           | Švédsko                            |
| Dacian Cioloș                      | komisař                            | zemědělství a rozvoj venkova                                           | Rumunsko                           |
| Neven Mimica                       | komisař                            | spotřebitelská politika                                                | Chorvatsko                         |